# Lijst van rijksmonumenten in Lexmond
De plaats Lexmond telt 14 inschrijvingen in het rijksmonumentenregister. Hieronder een overzicht.
| Object | Oorspronkelijke functie?  | Bouwjaar                               | Architect | Locatie                        | Coördinaten?                  | Nr.?   | Afbeelding               |
| --- | ------------------------- | -------------------------------------- | --------- | ------------------------------ | ----------------------------- | ------ | ------------------------ |
| Tegenover de kerk gelegen pand, onder zadeldaken tussen puntgevels, bestaande uit twee gedeelten die in elkaars verlengde liggen. In de voorgevel, vensters met goede schuiframen         | Werk-woonhuis             | 17e eeuw                               |           | Dorpsstraat 65-67              | 51° 57' 47" NB, 5° 2' 11" OL  | 25806  | Meer afbeeldingen        |
| Boerderij onder rieten wolfdak. Voorgevel met vlechtingen links en een opkamer. In de vensters en het deurbovenlicht goede roedenverdeling; zoldervensters met tweelichtskozijn en luikje | Boerderij                 | 17e eeuw                               |           | De Laak 27                     | 51° 57' 42" NB, 5° 2' 11" OL  | 25807  | Meer afbeeldingen        |
| Dwarshuis met zadeldak tussen topgevels met tussentrappen. Jaarankers in de voorgevel | Woonhuis                  | 1603                                   |           | Kom Lekdijk/ Rozemarijnsteeg 1 | 51° 57' 52" NB, 5° 2' 6" OL   | 25808  | Meer afbeeldingen        |
| Hervormde kerk | Kerk en kerkonderdeel     | 14e eeuw                               |           | Kortenhoevenseweg 4            | 51° 57' 47" NB, 5° 2' 13" OL  | 25809  | Meer afbeeldingen        |
| Boerderij, blijkens het in het deurkalf uitgesneden jaartal. Rieten wolfdak; puntgevel aan de voorzijde met vlechtingen en drie kruiskozijnen met kleine roedenverdeling                  | Boerderij                 | 1702                                   |           | Achthoven 40                   | 51° 58' 26" NB, 5° 0' 8" OL   | 25811  | Meer afbeeldingen        |
| 'Begramshoeve'. Boerderij onder hoog, rieten zadeldak, dat woongedeelte en stal overdekt. Puntgevel met vlechtingen en vensters met luiken en kleine roedenverdeling                      | Boerderij                 | mogelijk ca. 1800                      |           | Achthoven 45                   | 51° 58' 23" NB, 4° 59' 58" OL | 25812  | Meer afbeeldingen        |
| Kooikerhuisje onder rieten zadeldak. Eendenkooi | Sport en recreatie        | 18e of begin 19e eeuw                  |           | Achthoven bij 18               | 51° 57' 56" NB, 5° 1' 13" OL  | 25813  | Meer afbeeldingen        |
| Boerderij onder rieten wolfdak en met puntgevel, waarin geblokte ontlastingsbogen en sierankers                                                                                           | Boerderij                 | 17e eeuw                               |           | Lakerveld 147                  | 51° 56' 8" NB, 5° 0' 57" OL   | 25814  | Meer afbeeldingen        |
| Boerderij onder rieten wolfdak en met in de voorgevel een gebeeldhouwde wapensteen | Boerderij                 | mogelijk 18e eeuw                      |           | Lakerveld 189                  | 51° 55' 33" NB, 5° 0' 42" OL  | 25815  | Meer afbeeldingen        |
| Vlietmolen | Industrie- en poldermolen | 17e eeuw / 2002                        |           | Zederikkade 223                | 51° 56' 35" NB, 5° 0' 0" OL   | 25816  | Meer afbeeldingen        |
| Bonkmolen | Industrie- en poldermolen | 1853 (?)                               |           | Lakerveld 282                  | 51° 55' 18" NB, 5° 0' 22" OL  | 25817  | Meer afbeeldingen        |
| Huisterp | Archeologisch monument    | Late Middeleeuwen                      |           | Lakerveld                      | 51° 56' 25" NB, 5° 0' 59" OL  | 330984 | Huisterp                 |
| Boerderij voor veeteelt van het langsdeeltype | Boerderij                 | 1857                                   |           | Kortenhoevenseweg 41,43        | 51° 57' 49" NB, 5° 2' 20" OL  | 515485 | Meer afbeeldingen        |
| Plukkopmolen (molenromp) | Industrie- en poldermolen | begin 18e eeuw (bouw) 1926 (onttakeld) |           | Zederikkade 229                | 51° 56' 40" NB, 4° 59' 58" OL | 527584 | Plukkopmolen (molenromp) |